# Szakonyfalu, Vas
Szakonyfalu (în slovenă Sakalovci) este un sat în districtul Szentgotthárd, județul Vas, Ungaria, având o populație de 364 de locuitori (2011).

## Demografie
Componența etnică a satului Szakonyfalu
     Maghiari (63,29%)
     Sloveni (30,02%)
     Romi (4,06%)
     Germani (2,64%)
Componența confesională a satului Szakonyfalu
     Fără religie (3,02%)
     Necunoscută (96,15%)
     Atei (0,82%)
Conform recensământului din 2011, satul Szakonyfalu avea 364 de locuitori. Din punct de vedere etnic, majoritatea locuitorilor (63,29%) erau maghiari, existând și minorități de sloveni (30,02%), romi (4,06%) și germani (2,64%). Nu există o religie majoritară, locuitorii fiind  și persoane fără religie (3,02%). Pentru 96,15% din locuitori nu este cunoscută apartenența confesională.